# Никольское (Мичуринский район)
Нико́льское — село  в Мичуринском районе Тамбовской области России. 
Входит в Глазковский сельсовет. 

## География
Расположено на левом берегу реки Лесной Воронеж, в 5 км к югу от центра сельсовета, села Глазок, в 21 км к северу от райцентра, города Мичуринска и в 62 км к северо-западу от Тамбова.

## Население
| 1989 | 2002 | 2010 |
| ---- | ---- | ---- |
| 230  | ↘160 | ↘126 |

Согласно результатам переписи 2002 года, в национальной структуре населения русские составляли 100 % от жителей.

## История
Первое упоминание о селе находится в писцовой книге 1651—1652 годов, составленной князем Несвитским: «Село Никольское, на новом займище, меж села Глазка и села Епанчино, на реке Лесном Воронеже, а в нем за помещики усадьбы: за Кириллом Ивановым, сыном Дедиловым жеребий в селе Никольском в Новом займище, на реке Лесном Воронеже с Ногайской стороны, а на ево жеребий место дворовое». «И всего в селе Никольском четыре двора, да 27 мест дворовых помещиковых, а людей в них 100 человек». Уже в росписи церквям 1657 года было указано село Никольское. А по окладным книгам 1676 года в Турмасовском стану в селе Никольском значится «Церковь Николая чудотворца. У той церкви двор попа Петра, двор дьячка Евстратки. У той церкви земли 20 чети в поле, а в дву потомуж, сенных покосов на 40 копен. Земля и луга великого государя жалованья, а иных никаких угодей — сказал поп Петр — нет, в приходе к той церкви: 63 двора детей боярских, 8 дворов бобыльских, и всего 73 двора». 
В XVIII веке село Никольское и расположенная рядом Васильевская слобода, принадлежали генерал-поручику Василию Клементьевичу Кретову. Затем они были куплены Павлом Григорьевичем Щепочкиным и вошли в его обширное земельное владение в Тамбовской, Калужской, Смоленской и Рязанской губерниях. Его дочь Мария вышла замуж за барона Антона Антоновича фон Бистрома и получила богатое приданое, включавшее и село Никольское.
Бистромы выстроили в имении пятикомнатный деревянный дом, который расширялся по мере прибавления членов семьи: к дому со всех сторон, кроме парадной, выходившей в сад, пристраивались комнаты. Внук А. Бистрома М. М. Любощинский в своих записках писал:

когда подъезжали к дому, особенно при лунном свете, он производил весьма своеобразное впечатление, и хотя строители его ни о каком стиле не заботились, благодаря тому, что со стороны сада дом был завит многолетними вьющимися растениями, он имел свой собственный, исключительно ему присущий, старосветский, помещичий характер и обладал своеобразной, уютной прелестью
На крыше дома располагалась астрономическая вышка. Окна были завешаны парусной белой тканью, производившейся на калужской  полотняной фабрике П. Г. Щепочкина. Парк усадьбы расположен На левом берегу реки Иловай был разбит по французской технологии парк усадьбы, представлявший собой удивительный зелёный оазис среди тамбовских степей.
В память о счастливом избавлении от смерти А. А. Бистрома в Кульмском сражении, в 1852 году в селе была построена кирпичная Никольская церковь в стиле ампир с каменной оградой и высокой колокольней; в левой, ведущей в алтарь двери иконостаса, был образ с ликами святых, имена которых носили члены семьи. Кроме этого супруги построили и «деревянную крытую железом двухклассную школу на 30 учеников» для обучения своих крепостных крестьян. В церкви, 8 января 1861 года венчались родители будущего академика А. А. Шахматова.
В 1862 году имение было заложено «в Московском Опекунском Совете и оценено село Никольское в 106080 руб., деревня Аннинская 29880 руб., деревня Антоновка в 3720 руб., все же вообще имение оценено 139686 руб и будет продаваться со всеми значащимися в описи к нему принадлежностями и землею в целом составе без раздробления с переводом на покупщика сверх покупной цены казенной недоимки, сколько таковой на имении окажется». Число жителей в селе составляло в 1893 году — 893, молокан 45.
Рядом с Никольским было организовано хозяйство «М. М. Любощинского площадью 1240 десятин. В хозяйстве применяются лучшие семена и корнеплоды, плодовый сад занимает 11 десятин (яблони осенних сортов), скот — полукровный швицкий, овцы — мясные, свиньи йоркширы. При имении винокуренный завод, выкуривающий значительное количество спирта из продуктов собственного хозяйства».
По данным Клировых ведомостей Козловского уезда в 1909 году здесь было:

Дворов 184, д.м.п. (душъ мужского пола) 625, ж. п. (женского пола) 630, великороссы, земледъльцы, имеють земли по 15 саж. (сажень) на каждую душу въ полъ. Въ с. Никольскомь-Бистромъ крупная экономия Любощинскаго, близь церкви. Есть сектанты-воскресники, 6 дв.,д. м. п. 23,ж. п. 24, существують сь 1868 года, молитвеннаго дома въ приходъ у них неть. Школы: въ с. Никольскомъ-Бистромъ одна церковно-приходская и одна земская, всъ одноклассныя…